# Luzula africana
Luzula africana är en tågväxtart som beskrevs av Johann Franz Drège och Ernst Gottlieb von Steudel. Luzula africana ingår i Frylesläktet som ingår i familjen tågväxter. Inga underarter finns listade i Catalogue of Life.